# Godba s(m)o ljudje
Godba s(m)o ljudje (ali tudi S(m)o ljudje) je album Godbe Domžale, ki je izšel v samozaložbi na glasbeni CD plošči leta 2014.

## Seznam posnetkov
| CD  | CD                                                         | CD             | CD          | CD          | CD      |
| Št. | Naslov                                                     | Besedilo       | Glasba      | Priredba    | Dolžina |
| --- | ---------------------------------------------------------- | -------------- | ----------- | ----------- | ------- |
| 1.  | „Godba naša igra‟ (posvečeno Godbi Domžale ob 130-letnici) | B. Miklavc     | R. Golob    |             | 3:13    |
| 2.  | „Zemlja pleše‟                                             | G. Strniša     | M. Sepe     |             | 4:51    |
| 3.  | „Lahko bi zletela‟                                         | V. Kreslin     | V. Kreslin  | V. Žgajner  | 3:09    |
| 4.  | „Letim‟                                                    | P. Peterca     | R. Golob    |             | 3:32    |
| 5.  | „Zelen žafran‟                                             | K. Habe        | R. Golob    |             | 3:08    |
| 6.  | „Mojzesova pot‟                                            |                | M. Sepe     | T. Habe     | 6:23    |
| 7.  | „Pomlad v mestu‟                                           | D. Kenda Hussu | B. Grabnar  | R. Golob    | 3:17    |
| 8.  | „Čudeži smehljaja‟                                         | D. Kenda Hussu | B. Grabnar  | L. Krajnčan | 2:55    |
| 9.  | „GODBA NA ČUDEŽNEM VLAKU: Čudežni vlak‟                    |                | R. Golob    |             | 7:59    |
| 10. | „Razglednice iz Berëzke‟                                   |                |             | T. Habe     | 7:37    |
| 11. | „St. Louis Blues March‟                                    |                | W. C. Handy | F. Kuharič  | 3:39    |
| 12. | „Tvoj obraz‟                                               | M. Turek       | G. Kržmanc  |             | 2:31    |
| 13. | „You Raise Me Up‟                                          | B. Graham      | R. Løvland  | T. Hoshide  | 5:17    |
| 14. | „Trideset let / (1)30 let‟                                 | D. Porenta     | J. Privšek  |             | 2:16    |

| BONUS           | BONUS                                                          | BONUS           | BONUS           | BONUS           | BONUS   |
| Št.             | Naslov                                                         | Besedilo        | Glasba          | Priredba        | Dolžina |
| --------------- | -------------------------------------------------------------- | --------------- | --------------- | --------------- | ------- |
| 15.             | „Poj mi pesem‟ (v živo s koncerta maja 2013 v hali KC Domžale) | V. Kreslin      | V. Kreslin      | D. Tomažin      | 2:46    |
| Skupna dolžina: | Skupna dolžina:                                                | Skupna dolžina: | Skupna dolžina: | Skupna dolžina: | 64:20   |

## Sodelujoči

### Godba Domžale
- Damjan Tomažin – dirigent

### Katrinas
pojejo na posnetkih: 4 in 5

### Solisti
- Lan Timotej Turek – saksofon na posnetkih 2 in 12
- Vlado Kreslin – vokal na posnetkih 3 in 15
- Eva Černe – vokal na posnetkih 7 in 8
- Zoran Potočan – vokal na posnetku 10
- Ajda Stina Turek – vokal na posnetku 12
- Matej Primožič – vokal na posnetku 13
- Ivo Kovič – evfonij na posnetku 13

### Produkcija
- Gaber Radojevič – producent
- Klara Cerar (KlarART oblikovanje) – grafično oblikovanje in ilustracije